# Kanton Lamure-sur-Azergues
Lamure-sur-Azergues is een voormalig kanton van het Franse departement Rhône. Het kanton maakte deel uit van het arrondissement Villefranche-sur-Saône.
In maart 2015 werd het kanton opgeheven en de gemeenten Chambost-Allières, Grandris en Lamure-sur-Azergues werden overgeheveld naar het al bestaande kanton Tarare, de overige gemeenten werden onderdeel het nieuwe kanton Thizy-les-Bourgs.

## Gemeenten
Het kanton Lamure-sur-Azergues omvatte de volgende gemeenten:
- Chambost-Allières
- Chénelette
- Claveisolles
- Grandris
- Lamure-sur-Azergues (hoofdplaats)
- Poule-les-Écharmeaux
- Ranchal
- Saint-Bonnet-le-Troncy
- Saint-Nizier-d'Azergues
- Thel